# Peterborough Petes
Die Peterborough Petes sind eine kanadische Eishockeymannschaft aus Peterborough, Ontario. Das Team wurde 1956 als Nachwuchsteam gegründet und spielt in einer der drei höchsten kanadischen Junioren-Eishockeyligen, der Ontario Hockey League (OHL).

## Geschichte
Ursprünglich stammt das Team aus Kitchener, zog jedoch nach Ende der Saison 1955/56 nach Peterborough um. Es gehörte zur Nachwuchsorganisation der Montreal Canadiens. Das erste Spiel der Petes fand am 1. Oktober 1956 statt, am 6. Oktober feierte man den ersten Sieg.

### TPT Petes (1956 bis 1966)
In den ersten zehn Jahren bis 1966 war die Toronto-Peterborough Transport (TPT) Sponsor und Namensgeber des Teams. Von den Ottawa Junior Canadiens bekam man mit Scotty Bowman einen ausgezeichneten Trainer. 1959 ging man als Sieger aus den Playoffs hervor und zog erstmals in das Finalturnier um den Memorial Cup ein. Hier unterlag man aber den Winnipeg Braves.

### Peterborough Petes Hockey Club (1967 bis 1976)
1966 wurde der Name in Peterborough Petes Hockey Club geändert, bis 1975 trug man aber weiter das TPT Logo auf dem Trikot. Mit dem neuen Trainer Roger Neilson kamen von 1968 bis 1975 erfolgreiche Jahre für die Petes, die sich 1972 erneut für das Turnier um den Memorial Cup qualifizierten. Nelson war in diesen Jahren der erste Trainer der auf Videoanalysen setzte.

### Der Memorial-Cup-Sieg (1977 bis 1981)
Von 1978 bis 1980 wurden die Petes dreimal in Folge Meister der OHL. 1979 gewann das Team erstmals den Memorial Cup. Ab 1979 stand Mike Keenan als Trainer hinter der Bande. In diesen Jahren standen viele spätere NHL-Stars in den Reihen der Petes, darunter Steve Larmer und Larry Murphy.

### Gefestigte Spitzenmannschaft (1982 bis 1993)
Mit Dick Todd hatte man für elf Spielzeiten in Folge denselben Trainer. Das Team entwickelte sich gut und die Petes waren Jahr für Jahr einer der Favoriten der Liga. Viermal stand das Team im Finale um den OHL-Titel, den man 1989 und 1993 gewinnen konnte.

### Die Gegenwart (1994 bis heute)
1996 waren die Petes Gastgeber für das Finalturnier um den Memorial Cup. Alle Spiele des Turniers waren ausverkauft. Die Petes unterlagen im Finale den Granby Prédateurs. 2004 kehrte Dick Todd als Trainer zurück und stand auch im Jahr des 50-jährigen Jubiläums hinter der Bande. In dieser Saison qualifizierten sich die Petes für ihre neunte Teilnahme am Finalturnier um den Memorial Cup, doch wie schon sieben Mal zuvor kehrte man ohne Titel nach Hause zurück.
Über die Jahre hatte man zahlreiche Talente im Kader der Petes und von keinem anderen Team wurden beim NHL Entry Draft mehr Spieler ausgewählt als von Peterborough.

## Erfolge
|  | Memorial Cups - 1959 Finalniederlage gegen die Winnipeg Braves - 1972 Finalniederlage gegen die Cornwall Royals - 1978 Finalniederlage gegen die New Westminster Bruins - 1979 Finalsieg gegen die Brandon Wheat Kings - 1980 Finalniederlage gegen die Cornwall Royals - 1989 3. Platz - 1993 Finalniederlage gegen die Sault Ste. Marie Greyhounds - 1996 Finalniederlage gegen die Granby Prédateurs - 2006 4. Platz J. Ross Robertson Cup - 1959 Finalsieg gegen die Toronto St. Michael’s Majors - 1972 Finalsieg gegen die Ottawa 67’s - 1973 Finalniederlage gegen die Toronto Marlboros - 1974 Finalniederlage gegen die St. Catharines Black Hawks - 1978 Finalsieg gegen die Hamilton Fincups - 1979 Finalsieg gegen die Niagara Falls Flyers - 1980 Finalsieg gegen die Windsor Spitfires - 1985 Finalniederlage gegen die Sault Ste. Marie Greyhounds - 1988 Finalniederlage gegen die Windsor Compuware Spitfires - 1989 Finalsieg gegen die Niagara Falls Thunder - 1993 Finalsieg gegen die Sault Ste. Marie Greyhounds - 1996 Finalsieg gegen die Guelph Storm - 2006 Finalsieg gegen die London Knights | Hamilton Spectator Trophy - 1965–66 58 Punkte - 1970–71 90 Punkte - 1978–79 95 Punkte - 1979–80 95 Punkte - 1985–86 92 Punkte - 1991–92 89 Punkte - 1992–93 97 Punkte Division Trophies - 1978–79 Leyden Trophy, Eastern Division - 1979–80 Leyden Trophy, Eastern Division - 1984–85 Leyden Trophy, Eastern Division - 1985–86 Leyden Trophy, Eastern Division - 1987–88 Leyden Trophy, Eastern Division - 1988–89 Leyden Trophy, Eastern Division - 1991–92 Leyden Trophy, Eastern Division - 1992–93 Leyden Trophy, Eastern Division - 2004–05 Leyden Trophy, Eastern Division - 2005–06 Leyden Trophy, Eastern Division - 2016–17 Leyden Trophy, Eastern Division Bobby Orr Trophy - 2005–06 |

## Spieler

### Erstrunden-Draftpicks
| Draftjahr | Spieler           | als | Team                |
| --------- | ----------------- | --- | ------------------- |
| 1969      | Tony Featherstone | 7.  | Oakland Seals       |
| 1970      | Rick MacLeish     | 4.  | Boston Bruins       |
| 1970      | Ron Plumb         | 9.  | Boston Bruins       |
| 1973      | Bob Gainey        | 8.  | Montréal Canadiens  |
| 1973      | Bob Neely         | 10. | Toronto Maple Leafs |
| 1975      | Doug Halward      | 14. | Boston Bruins       |
| 1976      | David Shand       | 8.  | Atlanta Flames      |
| 1980      | Larry Murphy      | 4.  | Los Angeles Kings   |
| 1983      | Steve Yzerman     | 4.  | Detroit Red Wings   |
| 1983      | Bob Errey         | 15. | Pittsburgh Penguins |
| 1984      | Terry Carkner     | 14. | New York Rangers    |
| 1985      | Glen Seabrooke    | 21. | Philadelphia Flyers |
| 1987      | Luke Richardson   | 7.  | Toronto Maple Leafs |
| 1987      | Jody Hull         | 18. | Hartford Whalers    |
| 1988      | Corey Foster      | 12. | New Jersey Devils   |
| 1990      | Mike Ricci        | 4.  | Philadelphia Flyers |
| 1993      | Chris Pronger     | 2.  | Hartford Whalers    |
| 2001      | Lukáš Krajíček    | 24. | Florida Panthers    |
| 2003      | Eric Staal        | 2.  | Carolina Hurricanes |
| 2006      | Jordan Staal      | 2.  | Pittsburgh Penguins |
| 2008      | Zach Bogosian     | 3.  | Atlanta Thrashers   |
| 2009      | Zack Kassian      | 13. | Buffalo Sabres      |
| 2010      | Austin Watson     | 18. | Nashville Predators |
| 2011      | Matt Puempel      | 24. | Ottawa Senators     |
| 2012      | Slater Koekkoek   | 10. | Tampa Bay Lightning |
| 2014      | Nick Ritchie      | 10. | Anaheim Ducks       |
| 2018      | Ryan Merkley      | 21. | San Jose Sharks     |

### Weitere ehemalige Spieler
- Bob Berry
- Michael Clarke
- Jassen Cullimore
- Daniel Del Monte
- Tie Domi
- Dallas Eakins
- Brett Findlay
- Kurtis Foster
- Robert Francz
- Wayne Gretzky
- Doug Halward
- Andre Hidi
- Doug Jarvis
- Joey Johnston
- Pat Kavanagh
- Kris King
- Artūrs Kulda
- André Lacroix
- Jamie Langenbrunner
- Steve Larmer
- Claude Larose
- Steve Latinovich
- Joey MacDonald
- Steve Montador
- Dave Morrison
- Craig Ramsay
- Ryan Ramsay
- Peter Scamurra
- Venci Sebek
- Ryan Spooner
- Cory Stillman
- Jamie Tardif
- Shawn Thornton
- Ron Tugnutt
- Jason Williams